# والتیر ویرایا
والتیر ویرایا (به هندی: Waltair Veerayya) (انگلیسی: Veerayya from Waltair) فیلم اکشن هندی تلوگو-زبان، محصول سال ۲۰۲۳ است که کارگردانی آن را کی. اس. راویندرا برعهده داشته‌است. بازیگران اصلی فیلم را چیرانجیوی در نقش شخصیت نام فیلم در کنار راوی تجا، شروتی حسن و کاترین ترسا تشکیل می‌دهند. فیلمبرداری اصلی در ماه دسامبر ۲۰۲۱ با فیلمبرداری در حیدرآباد، ویساکاپاتنام و مالزی شروع شد.
فیلم در روز ۱۳ ژانویه ۲۰۲۳ اکران گردید و نظرات مثبت منتقدان را دریافت کرد. این فیلم در در گیشه به موفقیت تجاری دست پیدا کرد و به همین خاطر در فهرست پرفروش‌ترین فیلم‌های تلوگو قرار گرفت.